# مهدی مقیم‌نژاد
مهدی مقیم‌نژاد (زادهٔ ۱۳۵۵) عکاس هنری، پژوهشگر و نظریه‌پرداز معاصر ایرانی است که از پیشگامان رویکرد عکس دست‌کاری شده در دوران دیجیتال در هنر معاصر ایران به حساب می‌آید. آثار هنری مقیم‌نژاد با عنوان واقع‌نمایی‌ها شامل عکس‌هایی برساخته با یک روش فتومونتاژ هایپررئالیستی و با درونمایه‌ی گفت‌وگو با تاریخ ایران است.مقیم‌نژاد از سال ۱۳۸۰ تاکنون به عنوان مدرس، منتقد، مترجم، هنرگردان، عضو هیئت‌های داوری و شوراهای سیاست‌گذاری، نقش پررنگی در هنر معاصر ایران داشته است. مقیم‌نژاد همچنین از سال ۱۳۸۹ تاکنون با سمت استادیار، عضو هیئت علمی دانشکده هنرهای تجسمی دانشگاه هنر تهران بوده است.

## زندگی اولیه
مهدی مقیم‌نژاد در تاریخ ۵ مرداد ۱۳۵۵ (تاریخ ثبت رسمی: ۱۲ مرداد ۱۳۵۴) در محلهٔ پیرعلم بابل به دنیا آمد که خود همواره از تأثیر آن اتمسفر بر زندگی آینده‌اش تأکید می‌کند. او از نوجوانی دلبستهٔ ادبیات، شعر، تئاتر و سینما بود. او از محافل هنری اساتیدی چون رحیم مولائیانو احمد نصرالهی در سال‌های ابتدایی دههٔ هفتاد شمسی در بابل به عنوان فضاهایی بسیار مترقی و سرنوشت‌ساز یاد می‌کند. وی بعدها عکاسی را به عنوان رسانهٔ هنری اصلی خود برگزید.

## زندگی و کار
مقیم‌نژاد فارغ‌التحصیل کارشناسی رشته گرافیگ (ارتباط تصویری) (۱۳۷۸)، کارشناسی ارشد رشته عکاسی (۱۳۸۰) و دکتری پژوهش هنر (۱۳۸۹) از دانشگاه هنر تهران است. مقیم‌نژاد از سال ۱۳۸۰ و همزمان با تحصیل در دورهٔ دکتری به عنوان استاد مدعو در مقاطع کارشناسی و کارشناسی ارشد رشته‌های عکاسی، گرافیک و سینما در مراکزی چون دانشگاه هنر تهران، دانشکده هنرهای زیبا دانشگاه تهران، دانشگاه هنر أصفهان، موسسه آموزش عالی سوره و دانشکده هنر و معماری دانشگاه آزاد مشغول به تدریس شد و از سال ۱۳۸۹ با درجه استادیار به عضویت هیئت علمی دانشکده هنرهای تجسمی دانشگاه هنر تهران درآمد. مقیم‌نژاد تاکنون استاد راهنمای بیش از پنجاه عنوان پایان‌نامه کارشناسی ارشد و دکتری در رشته‌های عکاسی و پژوهش هنر بوده است.

## فعالیت‌های هنری
دنیای عکاسی مقیم‌نژاد را می‌توان گفت‌و گویی با تاریخ و فرهنگ ایران توصیف کرد. او با یک روش فتومونتاژ هایپررئالیستیِ بسیار شخصی که نام واقع‌نمایی‌ها را بر آن گذاشت از سال ۱۳۸۰ تاکنون تلاش کرده تا در مجموعه‌های متعدد، نگاهی پرسش‌گرانه و مفهومی به سویه‌های گوناگون تاریخ ایران داشته باشد. از این نظر مقیم‌نژاد را باید از پیشگامان رویکرد عکس دست‌کاری شده در دوران دیجیتال در هنر معاصر ایران به حساب آورد. مقیم‌نژاد تاکنون چهار نمایشگاه انفرادی برپا کرده و در بیش از پنجاه نمایشگاه گروهیدر داخل و خارج از ایران حضور داشته است.
همچنین، مقیم‌نژاد به جز عکاسی در مدیوم‌های دیگر هنری نیز فعالیت داشته است. به عنوان مثال می‌توان به حضور او در پرفورمنس جهانی این وضعیت، اثر هنرمند نامزد جایزه ترنر، تینو سگال در آبان سال ۱۳۹۱ اشاره کرد که با همکاری انستیتوی گوته در ایران برگزار شد.
به عنوان مثالی دیگر، مقیم‌نژاد طراحی تیتراژ فیلم مستند کشتی نوح به کارگردانی سودابه باباگپ را در کارنامه خود دارد. این فیلم در جشنواره‌های جهانی پرشماری موفق به کسب جایزه شد و تیتراژ ان مورد توجه قرار گرفت. همچنین، این فیلم در سال ساخت خود جایزه سیمرغ بلورین بهترین فیلم مستند از بیست و یکمین جشنواره بین‌المللی فیلم فجر در سال ۱۳۸۱ را کسب کرد.
مقیم‌نژاد در جایگاه شاعر، مجموعه‌ی اشعار خود در فاصله سال‌های ۱۳۷۴ تا ۱۳۸۰ را در سال ۱۳۹۵ در کتابی با عنوان «باران شغال» توسط نشر حرفه هنرمند به چاپ رساند. این کتاب نامزد دریافت سومین دوره جایزه شعر احمد شاملو به عنوان بهترین مجموعه شعر فارسی زبان سال ۱۳۹۵ شد.

## عناوین نمایشگاه‌های انفرادی
- واقع‌نمایی‌ها (فصل پنجم: وساطت الهی)، گالری محسن، تهران، ۱۳۹۴
- واقع‌نمایی‌ها (فصل چهارم: تاریخ یافت‌شده)، گالری محسن، تهران، ۱۳۹۳[۱۵]
- واقع‌نمایی‌ها (فصل دوم: در میان بادهای شرقی)، گالری شماره ۶، تهران، ۱۳۸۸
- پرواز خیال (دوره اولیه آثار فتومونتاژ)، گالری برگ، تهران، ۱۳۸۱

## فعالیت‌های پژوهشی
از مقیم‌نژاد تاکنون بیش از یکصد عنوان مقاله به زبان‌های فارسی و انگلیسی در ماهنامهٔ آینه (نشریهٔ تخصصی عکاسی صداوسیما)، ماهنامهٔ عکس، دوهفته‌نامهٔ تندیس، فصلنامهٔ هنر، فصلنامهٔ حرفه-هنرمند، فصلنامهٔ هنرنامه، کتاب ماه هنر، فصلنامهٔ بیناب، فصلنامهٔ بین‌المللی صدا و سیما، فصلنامهٔ سینما و ادبیات، فصلنامهٔ هنرفردا، روزنامه‌های جام جم ،شرق، اعتماد و دیلی استار و بنیاد هنر آپولونیا به چاپ رسیده است. فهرست مقاله‌های علمی-پژوهشی او نیز در دسترس است. همچنین، مقیم‌نژاد از سال ۱۳۸۰ تاکنون برگزاری بیش از شصت عنوان سخنرانی، کارگاه آموزشی، نشست‌های نقد و بررسی کتاب و نمایشگاه، آرتیست تاک، و مستر کلاس را در کارنامه خود دارد.
از دیگر فعالیت‌های پژوهشی و ایدتوریال او می‌توان بدین موارد اشاره کرد:
- استاد مشاور فصلنامه کالوتیپ با موضوع «تاریخ‌نگاری عکاسانه» (انجمن علمی عکاسی دانشگاه هنر)، شماره۱۵، مرداد ماه ۱۴۰۲
- ویراستار علمی و نویسنده مقدمهٔ کتاب «موزه هنرهای معاصر تهران:گزیده آثار عکس بین‌المللی»، انتشارات موزه هنرهای معاصر تهران، تابستان ۱۴۰۰
- عضویت در گروه تخصصی چندرسانه‌ای فرهنگستان هنر ایران، ۱۴۰۰–۱۴۰۲[۱۷]
- استاد مشاور فصلنامه کالوتیپ با موضوع «عکاسی و امر نمایش» (انجمن علمی عکاسی دانشگاه هنر)، شماره۱۴، مرداد ماه ۱۴۰۰
- استاد مشاور فصلنامه کالوتیپ با موضوع «عکاسی و فرودستان» (انجمن علمی عکاسی دانشگاه هنر)، شماره۱۳، بهمن ماه ۱۳۹۹
- دبیر مهمان بخش عکس دوهفته نامه تندیس، پرونده عکاسی معاصر ایران، شماره ۲۶۳، آذر ۱۳۹۳
- دبیر مهمان بخش عکاسی فصلنامه حرفه هنرمند، شماره ۴۸، پاییز ۱۳۹۲
- سردبیر ویژه نامه عکاسی دوماهنامه بیناب، پاییز۱۳۸۷
- دبیر بخش هنرهای چندرسانه ای فصلنامه هنر، از سال ۱۳۸۴–۱۳۸۹

## انتشارات
- عکاسی معاصر و نظریه: مباحث و مفاهیم بنیادین، سالی میلر، ترجمه مهدی مقیم‌نژاد، نشر گیلگمش، ۱۴۰۱، شابک ۵-۳۶-۷۸۵۸-۶۲۲-۹۷۸[۱۸][۱۹][۲۰]
- در ستایش امر واقعی: گزیدهٔ متن‌هایی دربارهٔ هنر و عکاسی (۱۳۸۳–۱۳۹۳)، دو جلد، نشر پرگار، ۱۳۹۷، شابک ۹-۳-۹۷۱۳۶-۶۰۰-۹۷۸[۲۱]
- باران شغال: مجموعه شعر (۱۳۷۳–۱۳۸۰)، نشر حرفه هنرمند، ۱۳۹۵ (نامزد دریافت سومین دوره جایزه شعر احمد شاملو به عنوان بهترین مجموعه شعر سال ۱۳۹۵)، شابک۰-۶۰-۵۷۵۹-۶۰۰-۹۷۸[۲۲]
- هنر در عصر دیجیتال، بروس وندز، ترجمه مهدی مقیم نژاد، انتشارات سوره مهر، ۱۳۹۴، شابک۳-۷۸۵-۱۷۵-۶۰۰-۹۷۸[۲۳][۲۴]
- عکاسی و نظریه: بررسی تطبیقی نظریه‌های ساختارگرایی و پساساختارگرایی در نقد عکس، انتشارات سوره مهر، ۱۳۹۳ (چاپ سوم۱۳۹۷)، شابک۱-۷۰۵-۱۷۵-۶۰۰-۹۷۸
- نشانه‌شناسی عکاسی، گوران سونسون، ترجمهٔ مهدی مقیم نژاد، نشر علم، ۱۳۸۹(چاپ چهارم۱۴۰۰)، شابک۲-۹۹۰-۴۰۵-۹۶۴-۹۷۸[۲۵][۲۶]
- جایی که غروب درنگ می‌کند: گزیده شعر معاصر آمریکا، گزینش و ترجمهٔ مهدی مقیم نژاد، نشر ثالث، ۱۳۸۵، شابک۳-۱۸۵-۳۸۰-۹۶۴[۲۷]

## انتشارات دربارهٔ مهدی مقیم‌نژاد
کنکاشی در هنر معاصر ایران، ۱۴۰۲، حمید کشمیرشکن، تهران: نشر نظر (چاپ اول:۱۳۹۳)، شابک۱-۲۴۵-۱۵۲-۶۰۰-۹۷۸
عکاسی معاصر ایران (تحول نگاه عکاسانه به واقعیت۱۳۵۷–۱۳۹۰)، ۱۴۰۱، آرام محمدی، تهران: نشر آبان، شابک۸-۰۵-۶۰۲۵-۶۲۲-۹۷۸
هنر معاصر ایران: چشم‌انداز جدید، ۲۰۱۳. حمید کشمیرشکن، لندن: نشر ساقی، شابک ۹۷۸−۰۸۶۳۵۶۷۲۱۶

## آثار موزه‌ای
۲ اثر از مهدی مقیم‌نژاد در گنجینه دائمی زیر نگهداری می‌شود: موزه هنرهای معاصر تهران